# Maqu
För andra betydelser, se Maqu (olika betydelser).
Maqu, även kallad Machu, är ett härad i den autonoma prefekturen Gannan för tibetaner i provinsen Gansu i nordvästra Kina.
Maqu är indelat i sex köpingar och två socknar.
Köpingar (zhen):

- Awancang (阿万仓镇)
- Cairima (采日玛镇)
- Manrima (曼日玛镇)
- Nima (尼玛镇)
- Oula (欧拉镇)
- Qihama (齐哈玛镇)

Socknar (xiang):

- Muxihe (木西合乡)
- Oulaxiuma (欧拉秀玛乡)